# Resolución 352 del Consejo de Seguridad de las Naciones Unidas
La resolución 352 del Consejo de Seguridad de las Naciones Unidas, adoptada por unanimidad el  21 de junio de 1974, después de examinar la solicitud de  Granada para la membresía en las Naciones Unidas, el Consejo recomendó a la Asamblea General que Granada fuese admitida.